# 蒙查寧 (特拉華州)
蒙查寧（英語：Montchanin）是位於美國特拉華州紐卡斯爾縣的一個非建制地區。該地的面積和人口皆未知。

## 地理
蒙查寧的座標為39°47′23″N 75°35′21″W / 39.78972°N 75.58917°W，而該地的平均海拔高度為93米（即305英尺）。